# Informatique quantique

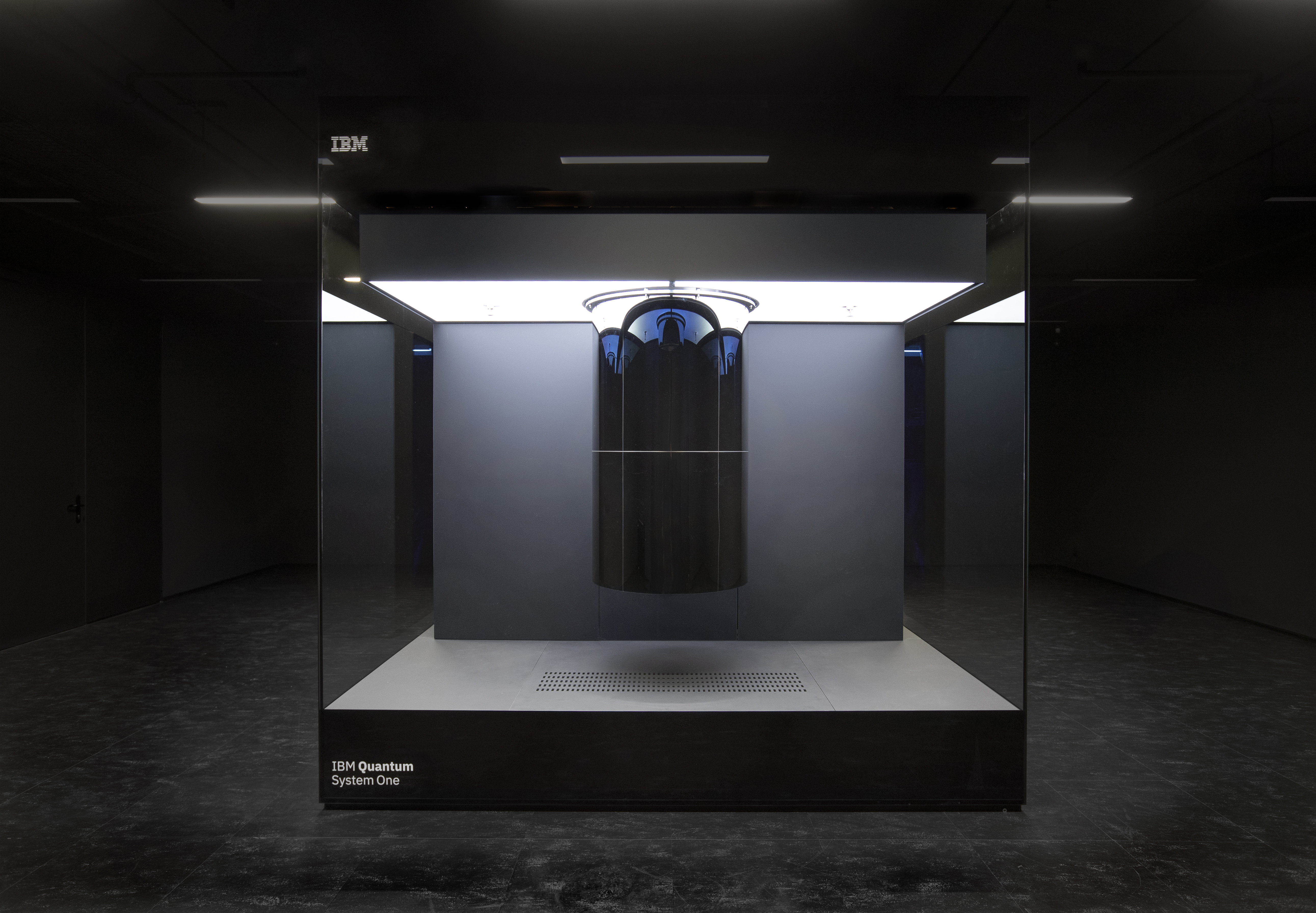
Q System One, un ordinateur quantique par IBM à partir de 2019 avec 20 qubits supraconducteurs

Pour les articles homonymes, voir Quantique.
 (décembre 2024).
 (décembre 2013).
Si vous disposez d'ouvrages ou d'articles de référence ou si vous connaissez des sites web de qualité traitant du thème abordé ici, merci de compléter l'article en donnant les références utiles à sa vérifiabilité et en les liant à la section « Notes et références ».
L'informatique quantique est le sous-domaine de l'informatique qui traite des calculateurs quantiques et des modèles de calcul associés. La notion s'oppose à celle d'informatique dite « classique » n'exploitant que des phénomènes décrits par la physique classique, notamment l'électricité (exemple du transistor) ou la mécanique classique (exemple historique de la machine analytique). En effet, l'informatique quantique utilise également des phénomènes décrits par la mécanique quantique, comme l'intrication quantique ou la superposition quantique. Les opérations ne sont plus basées sur la manipulation de bits dans un état 1 ou 0, mais de qubits en superposition d'états 1 et 0.
Comme toutes les sciences dites « quantiques », l'informatique quantique est une science qui traite de sujets en rapport avec l'infiniment petit. 
Ainsi, ce qui permet les super-calculateurs quantiques en informatique, c'est l'utilisation d'unités de calculs infiniment petits et pouvant contenir énormément d'informations, qu'on appelle des Qbits (des Qtrits et des Qdits aussi, selon ce qu'on veut faire). Ce traitement particulier a permis notamment des prouesses de miniaturisation et des avancées spectaculaires pour augmenter les cadences de calcul, mais aussi pour construire de nouveaux outils, comme par exemple, les lunettes quantiques (capables d'aider les scientifiques, les médecins, etc.). 

## Histoire

### Fondation
Selon la loi de Moore, le nombre de composants présents sur des microprocesseurs double tous les 18 mois. Cette « loi » pouvant devenir fausse à terme en raison des effets quantiques à très petite échelle. Richard Feynman suggéra de changer de paradigme et de ne plus « subir » ces effets quantiques, mais au contraire de les « utiliser » pour assurer une sorte de parallélisme du calcul.
Alors que selon la thèse de Church tout calcul doit être exécutable sur une machine de Turing universelle, ce type de machine ne semble pas pouvoir simuler un calculateur quantique. Dans un premier temps, un autre type de calcul semblait avoir contredit cette thèse, le calculateur analogique. Cette contradiction apparente a néanmoins été rapidement[Quand ?] réfutée[Par qui ?] parce que la question du bruit n'avait pas été abordée, et la surpuissance espérée du calculateur analogique est réduite par ce bruit de fond qui nuit à la précision des mesures.
La prise en compte du bruit et sa compensation sont également un des défis du calculateur quantique. En particulier, la théorie de l'information quantique traite des codes correcteurs quantiques et du calcul quantique avec tolérance d'erreurs.

### Résultats non négatifs
Deux résultats des années 1990 indiquent que des ordinateurs équipés de circuits de calcul quantique pourraient aborder des problèmes, qui sont en termes de complexité algorithmique, hors de portée des machines de Turing, déterministes comme stochastiques : en 1994, Peter Shor invente un algorithme (algorithme de Shor) qui permet de calculer en un temps polynomial (et non exponentiel) la décomposition en produit de facteurs premiers et le logarithme discret. En 1995, Lov Grover propose un algorithme (algorithme de Grover) permettant une recherche rapide dans un espace non structuré.
Les problèmes résolus par l'algorithme de Shor sont ceux du cassage rapide d'un chiffrement en cryptographie. Sans que l'algorithme de Grover représente un progrès comparable, il a en revanche une base d'utilisation bien plus importante, presque tous les ordinateurs se livrant en permanence à des travaux d'accès à des bases de données.

## Les bases physiques
Le « calcul » quantique utilise la mécanique quantique. Les phénomènes utiles sont l'intrication quantique et la superposition. Il est cependant nécessaire de prévoir les effets de la décohérence inhérente à la théorie de la réalité vue dans une mathématique ensembliste appliquée en dehors de l'échelle macroscopique. Il n'existe pas — en janvier 2015 — d'algorithmique quantique : même un ordinateur utilisant des circuits de calcul quantiques conserve pour ses circuits de contrôle une logique de von Neumann non probabiliste mais bien finie dans le temps et non ambiguë.[pas clair]
Fonction d'onde
La fonction d'onde en mécanique quantique est la représentation de l'état quantique dans la base de dimension infinie des positions. La probabilité de présence des particules représentées par cet état quantique est alors directement le carré de la norme de cette fonction d'onde.
État quantique
En mécanique quantique, l'état d'un système est un point dans un espace vectoriel hilbertien ; l'espace à considérer dépend du système étudié. On utilise la notation bra-ket pour décrire les états quantiques de manière simple. Par exemple, l'espace des états d'une particule sans spin est l'espace des fonctions de {\displaystyle \mathbb {R} ^{3}\rightarrow \mathbb {C} } à carré sommable. Lorsque l'on associe deux systèmes pour en faire un système composé, l'espace des états de ce système composé est le produit tensoriel des espaces des états des deux systèmes.
On retrouve également le déterminisme de la mécanique classique, c'est-à-dire que l'on peut calculer comment l'état d'un système va évoluer au cours du temps, grâce à l'équation de Schrödinger, sauf lorsqu'il y a une mesure de l'état de notre système, auquel cas l'évolution n'est plus déterministe, mais probabiliste.
Il s'agit là d'une différence majeure avec la mécanique classique, qui découle du postulat de réduction du paquet d'onde et qui permet de donner une interprétation probabiliste aux états quantiques.
Supposons qu'un système quantique se trouve dans un état {\displaystyle |\psi \rangle } et que l'on veuille mesurer une observable {\displaystyle {\hat {A}}} du système (énergie, position, spin…). Les vecteurs propres de {\displaystyle {\hat {A}}} sont notés {\displaystyle |a_{i}\rangle } et les valeurs propres correspondantes {\displaystyle \alpha _{i}}, que l'on supposera non dégénérées pour simplifier. Comme le postule le principe de réduction du paquet d'onde, la mesure de A ne peut donner comme résultat que l'un des {\displaystyle \alpha _{i}}, et la probabilité d'obtenir le résultat {\displaystyle \alpha _{i}} est {\displaystyle {|\langle a_{i}|\psi \rangle |}^{2}}. Supposons que la mesure donne pour résultat {\displaystyle \alpha _{p}}, le système est passé lors de la mesure et de façon instantanée de l'état {\displaystyle |\psi \rangle } à l'état {\displaystyle |a_{p}\rangle }.
On voit dès lors l'interprétation que l'on peut faire des produits scalaires {\displaystyle \langle a|\psi \rangle }, où {\displaystyle |a\rangle } est un état quelconque : en effet, en supposant l'existence d'une observable dont {\displaystyle |a\rangle } serait un des états propres, on peut dire que la probabilité de trouver le système dans l'état {\displaystyle |a\rangle } (sous-entendu : si on faisait la mesure) est {\displaystyle {|\langle a|\psi \rangle |}^{2}}. Pour cette raison, le produit scalaire est appelé amplitude de probabilité.
Il existe d'autres représentations mathématiques de l'état d'un système, la matrice densité étant une généralisation de la représentation exposée ici.

### Cristaux quantiques
Des scientifiques ont réussi à créer des groupes de particules quantiques (quantums) changeant constamment d'état sans jamais trouver un état d'équilibre, ce qui correspond à un nouvel état de la matière. Ils ont pour cela utilisé des lasers pour inverser le spin d'ions, générant une oscillation que ces cristaux peuvent maintenir sans consommer d'énergie supplémentaire. Tout comme les atomes des cristaux normaux sont stables (c'est-à-dire résistants aux changements dans l'espace), les cristaux de temps semblent se maintenir, ce qui présente un intérêt pour l'informatique quantique.

### Intrication quantique
En mécanique quantique, on appelle intricat un état physique où sont intriqués un système S1 et un système S2 sans que l'espace de Hilbert soit la somme tensorielle de l'espace de S1 et de l'espace S2. Il y a même au contraire corrélation complète de S1 et de S2 de sorte que l'entropie de (S1 union S2) dans un intricat est simplement celle de S2 ou de S1. Il y a sous-additivité complète.
L'intrication quantique est la ressource naturelle principale, utilisée en informatique quantique : actuellement, on la compare même au fer, tel que considéré à l'âge du bronze. De fait, la théorie de l'informatique quantique a beaucoup progressé depuis que l'on sait réaliser des intricats de faible décohérence : alors il est devenu pensable de prévoir un futur ordinateur quantique. Les mathématiciens (Shor, Kitaev,…) ont fondé le tout nouveau calcul quantique, qui est en train de révolutionner le calcul de la complexité algorithmique[réf. souhaitée].

### Bits vs qubits
Les opérations ne sont plus appliquées à des bits, mais à des qubits. L'espace des états possibles n'est pas le même que dans le monde classique. Les deux qubits possibles sont {\displaystyle |0\rangle } et {\displaystyle |1\rangle }. Une différence majeure avec les bits, c'est qu'un qubit peut être dans un état superposé : c'est le phénomène de superposition. Un qubit est représenté de manière générale par
{\displaystyle \alpha |0\rangle +\beta |1\rangle }
où {\displaystyle \alpha } et {\displaystyle \beta } sont des nombres complexes et {\displaystyle |\alpha |^{2}+|\beta |^{2}=1}. Donc, à la mesure, on trouve {\displaystyle |0\rangle } avec une probabilité {\displaystyle |\alpha |^{2}} et {\displaystyle |1\rangle } avec une probabilité de {\displaystyle |\beta |^{2}}. Surviennent ainsi les questions de mesure quantique, de distinction des états quantiques et de mesure projective.
Il y a plusieurs façons physiques de fabriquer un qubit. Parmi celles-ci :
- spin d'électron ;
- niveaux d'énergie dans un atome ;
- polarisation d'un photon.

## Les bases mathématiques

### Algèbre linéaire
Selon le principe de physique quantique, on conçoit le système physique comme un espace de Hilbert à {\displaystyle d} dimensions. Une panoplie d'outils pour traiter ces entités existe en algèbre linéaire. La notation habituelle pour les vecteurs est remplacée par la notation bra-ket telle qu'expliquée ci-dessus pour les états quantiques {\displaystyle \psi }, simplifiant l'écriture des produits scalaires. Les états quantiques sont représentés par des vecteurs.
Le vecteur aussi appelé ket :
{\displaystyle |\psi \rangle }
Le vecteur dual (autrement dit, transposé et conjugué) du ket, aussi appelé bra :
{\displaystyle \langle \psi |}
Les matrices typiquement utilisées sont : matrice hermitienne, matrice normale, matrice unitaire, matrice positive, matrice de densité, matrices de Pauli, matrice de Hadamard.
Matrices de densité
Les matrices de densité sont des objets mathématiques qui peuvent traiter tous les types d'états quantiques utiles à l'informatique quantique : l'état pur tout comme l'état mélangé, qui est un mélange d'états purs.
Opérations ou théorèmes utiles
Les matrices ont généralement la fonction d'opérateurs linéaires. De plus, certaines opérations sur ces opérateurs sont également définies.
- Opérations sur les vecteurs {\displaystyle |\phi \rangle } et {\displaystyle |\psi \rangle } : produit scalaire {\displaystyle \langle \phi |\psi \rangle }, produit tensoriel {\displaystyle |\phi \rangle \otimes |\psi \rangle } ou {\displaystyle |\phi \rangle |\psi \rangle }
- Opérations sur les matrices A : conjugaison complexe A* ou hermitienne At, transposition AT, trace tr(A), diagonalisation
- Mesures : mesure quantique, distinction des états quantiques et mesure projective. Les mesures projectives sont des opérateurs qui sont des projecteurs (observables)
- Théorème de décomposition spectrale, inégalité de Cauchy-Schwarz

### Algèbre abstraite
Du domaine de l'algèbre abstraite, les groupes de  Lie suivants sont utiles : {\displaystyle SU(2)} et {\displaystyle SO(3)}.
{\displaystyle SU(2)}, le groupe spécial unitaire de degré {\displaystyle 2}
Le groupe {\displaystyle SU(2)} est isomorphe au groupe des quaternions de valeur absolue {\displaystyle 1} et est donc identique à la sphère {\displaystyle S^{3}} de dimension {\displaystyle 3}. Comme les quaternions représentent les rotations dans l’espace à {\displaystyle 3} dimensions, il existe un homorphisme surjectif de groupes de Lie {\displaystyle SU(2)\rightarrow SO(3,\mathbb {R} )} de noyau {\displaystyle \{I,-I\}}.
Les matrices dites matrices de Pauli forment une base de {\displaystyle SU(2)}. Ces matrices sont souvent utilisées en mécanique quantique pour représenter le spin des particules.
{\displaystyle SO(3)}, le groupe orthogonal de degré {\displaystyle 3} du corps {\displaystyle \mathbb {R} }
Le groupe {\displaystyle SO(3)}, compris comme l’ensemble des rotations dans l’espace tridimensionnel, est appelé groupe des rotations.
En termes de topologie algébrique, pour {\displaystyle n>2}, le groupe fondamental de {\displaystyle SO(n)} est le groupe cyclique d’ordre {\displaystyle 2} et le groupe Spin {\displaystyle \operatorname {Spin} (n)} est son recouvrement universel. Pour {\displaystyle n=2}, le groupe fondamental est le groupe cyclique infini et son recouvrement universel correspond à la droite des réels.

## Sous-domaines

### Algorithmique
Moins d'une centaine d'algorithmes quantiques ont été décrits entre 1992, date de la publication du 
premier d'entre eux, et 2022.

#### Complexité algorithmique
Pour l'article détaillé, voir complexité algorithmique quantique.
Une sous-branche de la théorie de la complexité pour traiter de l'algorithmique de l'informatique quantique. L'intérêt de cette branche est justifié par le fait que certains algorithmes comme l'algorithme de Shor renvoient un résultat significativement plus vite que n'importe quel équivalent non-quantique.

### Ordinateurs quantiques
Le calcul automatique utilisant les propriétés quantiques peut se concevoir en deux familles possibles :
- Un ordinateur, c'est-à-dire une machine du type de von Neumann dont le programme lui-même serait quantique, en particulier les adresses d'exécution[6],
- Un calculateur quantique, c'est-à-dire un ordinateur classique utilisant simplement un circuit quantique de calcul.

Un calculateur quantique opère ses calculs grâce, entre autres, à la superposition d'états quantiques. De petits calculateurs quantiques ont déjà été construits dans les années 1990 et des progrès sont en cours. C'est un domaine en plein essor soutenu financièrement par de nombreuses organisations, entreprises ou gouvernements, du fait de l'importance de l'enjeu : révolutionner l'informatique avec une puissance et des opérations inimaginables à l'aide d'un ordinateur classique.
La fabrication d'un « ordinateur quantique » nécessiterait l'utilisation de techniques que l'on commence à peine à maîtriser pour certaines. Les circuits de calcul quantique sont dans les modèles théoriques actuels utilisés par un programme d'ordinateur classique et font qu'on parle plutôt de circuit de calcul quantique, sorte de périphérique de calcul rapide. Il s'agit pour le reste d'algorithmes classiques utilisant des circuits de calcul quantique et non (en tout cas pour le moment, 2009) d'« algorithmes quantiques ».

### Théorie de l'information quantique
Pour l'article détaillé, voir théorie de l'information quantique.
Une sous-branche de la théorie de l'information pour traiter de l'information de l'informatique quantique.
Les principaux sujets traités sont les codes correcteurs quantiques et le calcul quantique avec tolérance d'erreurs. La téléportation quantique joue aussi un rôle central.

### Cryptographie quantique

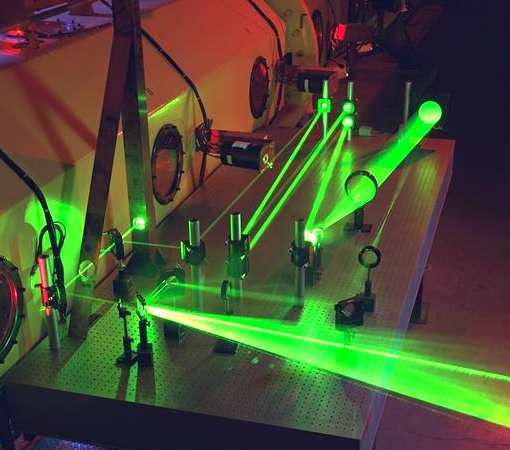
Exemple de disposition d'un cryptosystème quantique.

Pour l'article détaillé, voir Cryptographie quantique.
La cryptographie quantique, plus correctement nommée distribution quantique de clés, désigne un ensemble de protocoles permettant de distribuer une clé de chiffrement secrète entre deux interlocuteurs distants, tout en assurant la sécurité de la transmission grâce aux lois de la physique quantique et de la théorie de l'information. Cette clé secrète peut ensuite être utilisée dans un algorithme de chiffrement symétrique, afin de chiffrer et déchiffrer des données confidentielles.

## Recherche et développement

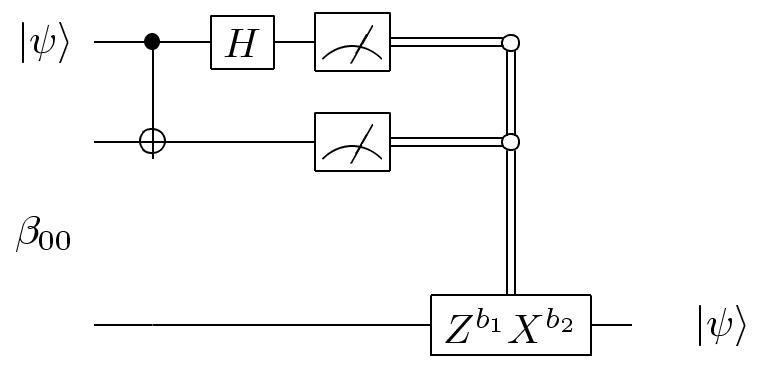
Un diagramme de circuit pour la téléportation quantique.

En août 2016, la Chine lance le premier satellite au monde à communication quantique, issu d'une technologie autrichienne.
En janvier 2017, l'Institut Laue-Langevin de Grenoble dévoile dans la revue scientifique Nature sa collaboration avec des universités européennes sur la recherche d'aimants moléculaires qui pourraient être utilisés dans l'avenir pour l'informatique quantique.
En 2018, le Conseil européen débloque une bourse de 14 M € pour trois équipes de scientifiques grenoblois pour tenter de développer un nouvel ordinateur quantique plus puissant que les existants. Le centre de recherche belge IMEC et l'institut de recherche français CEA-Leti signent un mémorandum d’accord pour un partenariat stratégique dans les domaines de l’intelligence artificielle et de l’informatique quantique à des vues industrielles.
Fin 2018, le président Trump signe un projet de loi pour dynamiser la recherche en informatique quantique avec l'approbation par consentement unanime du Sénat et par 348 voix contre 11 au parlement. La loi engage le gouvernement à verser 1,2 milliard de dollars pour financer des activités de promotion de la science de l'information quantique sur une période initiale de cinq ans, préconise la création d'un bureau national de coordination quantique ainsi que l'élaboration d'un plan stratégique quinquennal et un comité consultatif du quantique chargé de conseiller la Maison-Blanche.
En 2019, l'Union européenne lance le programme OPENQKD visant à développer une infrastructure de télécommunications quantiques qui s'appuiera sur un réseau terrestre de fibre optique et une constellation de satellites, en particulier pour renforcer drastiquement la sécurité des applications critiques,. Ce programme est réparti dans quatre domaines : le calcul quantique, la simulation quantique, la communication quantique et la métrologie quantique. Selon Marko Erman, directeur technique de Thales, l'objectif est de mettre en service un « réseau sécurisé par le quantique opérationnel d'ici 2028 et le passer en mode réseau d'information quantique vers 2035 ».
Fin 2019, des scientifiques de l’université de Bristol et de l’université technique du Danemark réalisent la première téléportation quantique entre deux puces informatiques,.
En 2023, L'ordinateur quantique IBM Quantum System One de Bromont, Canada est opérationnel, déployant sa capacité de calcul surmultipliée. Installé au rez-de-chaussée de l'usine de semi-conducteurs d'IBM dans un local vitré. Utilisé par cinq entreprises et start-ups, il offre une puissance de calcul quantique permettant d'explorer des concepts au-delà des limites de l'informatique classique, révolutionnant ainsi les approches de la résolution de problèmes complexes. Sa cuve métallique cache en fait des arborescences qui partent de sa base cylindrique qui abrite un réfrigérateur qui maintient à une température de -270 degrés Celsius la supraconductivité de l’ordinateur quantique. L’ordinateur comme tel est calé au fond du cylindre, couvre une superficie de 1 cm sur 1 cm et est pourtant capable de générer une puissance de 127 qubits (quantum bit).

## Programmation
Selon le langage dans lequel on programme, plusieurs bibliothèques simulant du calcul quantique sont utilisables pour s'initier à l'informatique quantique :
- Qiskit ;
- Microsoft Quantum Development Kit et son langage Q Sharp ;
- Cirq[15], le langage développé par Google ;
- myQLM et son langage AQASM.